# 羽島 (いちき串木野市)
羽島（はしま）は、鹿児島県いちき串木野市の大字。郵便番号は896-0064。人口は1,122人、世帯数は508世帯（2020年10月1日現在）。

## 地理
いちき串木野市の西北部に位置し、北部を薩摩川内市寄田町および高江町と、東部を同市荒川と隣接しており、西南部を東シナ海に面している。東シナ海に浮かぶ沖ノ島も字域にあたる。また字域の一部は浜田町、愛木町および口之町に分割された。市の中心部から県道43号等を経由しておよそ10kmほど離れている。
江戸時代に薩摩藩の命令によって幕府からの目を盗みつつ、15人の留学生がイギリスに船で旅立った地であり、その羽島港には薩摩英国留学生記念館という資料館が立地する。
地形の高低差が大きく、牧場や農場が点在する。

### 湖畔
- 萬福池

## 施設

### 公共
- 羽島交流センター
- いちき串木野警察署 羽島駐在所
- 松尾公民館
- 野中栫横須公民館
- 下山公民館
- 萩元公民館
- ふれんどパーク羽島
- 串木野サンセットパーク
- 羽島漁港
- 土川漁港

### 教育
- いちき串木野市立羽島中学校
- いちき串木野市立羽島小学校
- 羽島保育園

### 寺院・神社
- 南方神社
- 平石神社
- 悟入寺
- 光明寺

## 教育

### 中学校
- いちき串木野市立羽島中学校

### 小学校
- いちき串木野市立羽島小学校

### 小・中学校の学区
町立小・中学校に通う場合、学区（校区）は以下の通り。
| 大字 | 番地 | 小学校                     | 中学校                     |
| ---- | ---- | -------------------------- | -------------------------- |
| 羽島 | 全域 | いちき串木野市立羽島小学校 | いちき串木野市立羽島中学校 |

## 交通

### 道路
字域内に一般国道は通っていない。
主要地方道
- 鹿児島県道43号川内串木野線